# Los infantes de Lara
Los infantes de Lara är en spansk legend om sju prinsar av Lara, som under grymma släktfejder av sin morbror förrädiskt överlämnas åt morerna och av dem dödas, varpå deras avhuggna huvuden läggs fram för den fångne fadern.
Legenden har gett upphov till många spanska romaner och en mängd utländska, särskilt franska bearbetningar.